# Dactylocythere charadra
Dactylocythere charadra är en kräftdjursart som beskrevs av Hobbs III 1971. Dactylocythere charadra ingår i släktet Dactylocythere och familjen Entocytheridae. Inga underarter finns listade i Catalogue of Life.